# Linus Rotbakken
Linus Rotbakken, född 3 februari 1992 i Uppsala, är en Svensk professionell Ishockeyspelare (Back) som spelar för Östersunds IK i Hockeyallsvenskan. Hans moderklubb är Gimo IF.